# Метод еквівалентного генератора
Метод еквівалентного генератора — метод перетворення електричних кіл, за якого схеми, що складаються з кількох гілок із джерелами ЕРС, зводяться до однієї гілки з еквівалентним значенням.

## Застосування
Метод еквівалентного генератора використовують при розрахунку складних схем, у яких одна гілка виділяється як опір навантаження, і потрібно дослідити та отримати залежність струмів у колі від величини опору навантаження.
За цим методом, незмінна частина схеми зводиться до однієї гілки, що містить ЕРС та внутрішній опір еквівалентного генератора.

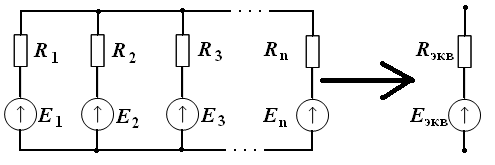
Застосування методу еквівалентного генератора

ЕРС еквівалентного генератора визначають за формулою:
{\displaystyle E_{eqv}={\frac {\sum _{i=1}^{n}{E_{i}G_{i}}}{\sum _{i=1}^{n}{G_{i}}}}={\frac {{E_{1}G_{1}}+{E_{2}G_{2}}+{E_{3}G_{3}}+\ldots +{E_{n}G_{n}}}{G_{1}+G_{2}+G_{3}+\ldots +G_{n}}},}
де:
{\displaystyle G_{i}} — провідність ділянки кола, рівна {\displaystyle {\frac {1}{R_{i}}}.}
Для визначення еквівалентного опору генератора застосовують розрахунок послідовно і паралельно з'єднаних опорів, а в разі складніших схем також застосовують перетворення трикутник-зірка.
Після визначення параметрів еквівалентного генератора можна визначити струм у навантаженні за будь-якого значення опору навантаження за формулою:
{\displaystyle I_{H}={\frac {E_{eqv}}{R_{eqv}+R_{H}}}.}
Будь-який як завгодно складний активний двополюсник можна подати еквівалентним генератором, ЕРС якого дорівнює напрузі холостого ходу на затискачах двополюсника, а внутрішній опір дорівнює вхідному опору пасивного двополюсника з боку тих самих затискачів. При визначенні вхідного опору всі джерела замінюють їхніми внутрішніми опорами — джерела ЕРС закорочують, джерела струму розмикають.